# Podolí (okres Vsetín)
Obec Podolí se nachází v okrese Vsetín ve Zlínském kraji, necelých 15 km severozápadně od Vsetína a necelých 10 km jihozápadně od Valašského Meziříčí. Žije zde 275 obyvatel.

## Historie
První písemná zmínka o obci pochází z roku 1370.

## Pamětihodnosti
- Zvonice
- Čertův kámen

## Fotogalerie

Podolí
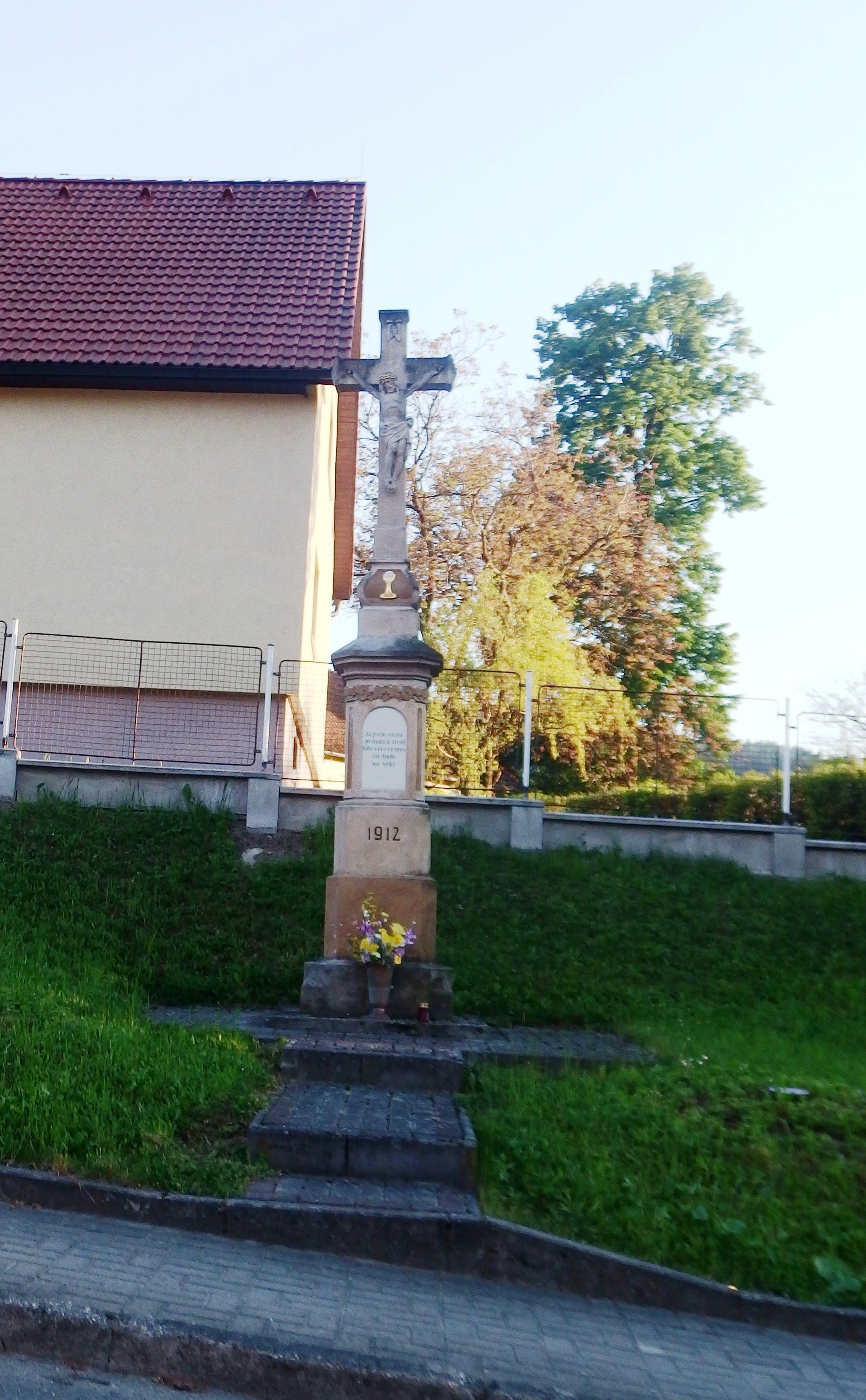
Kříž
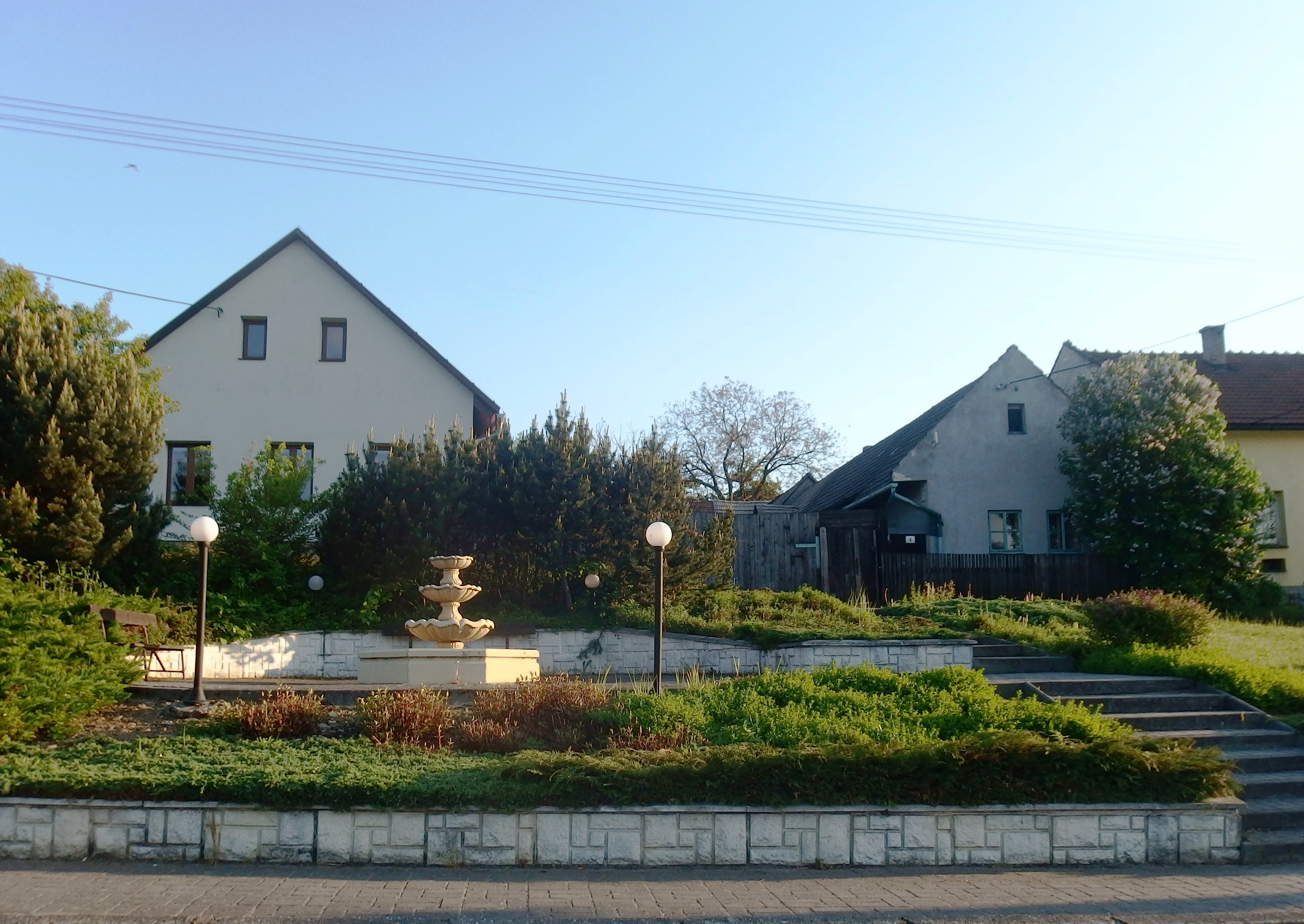
Náves
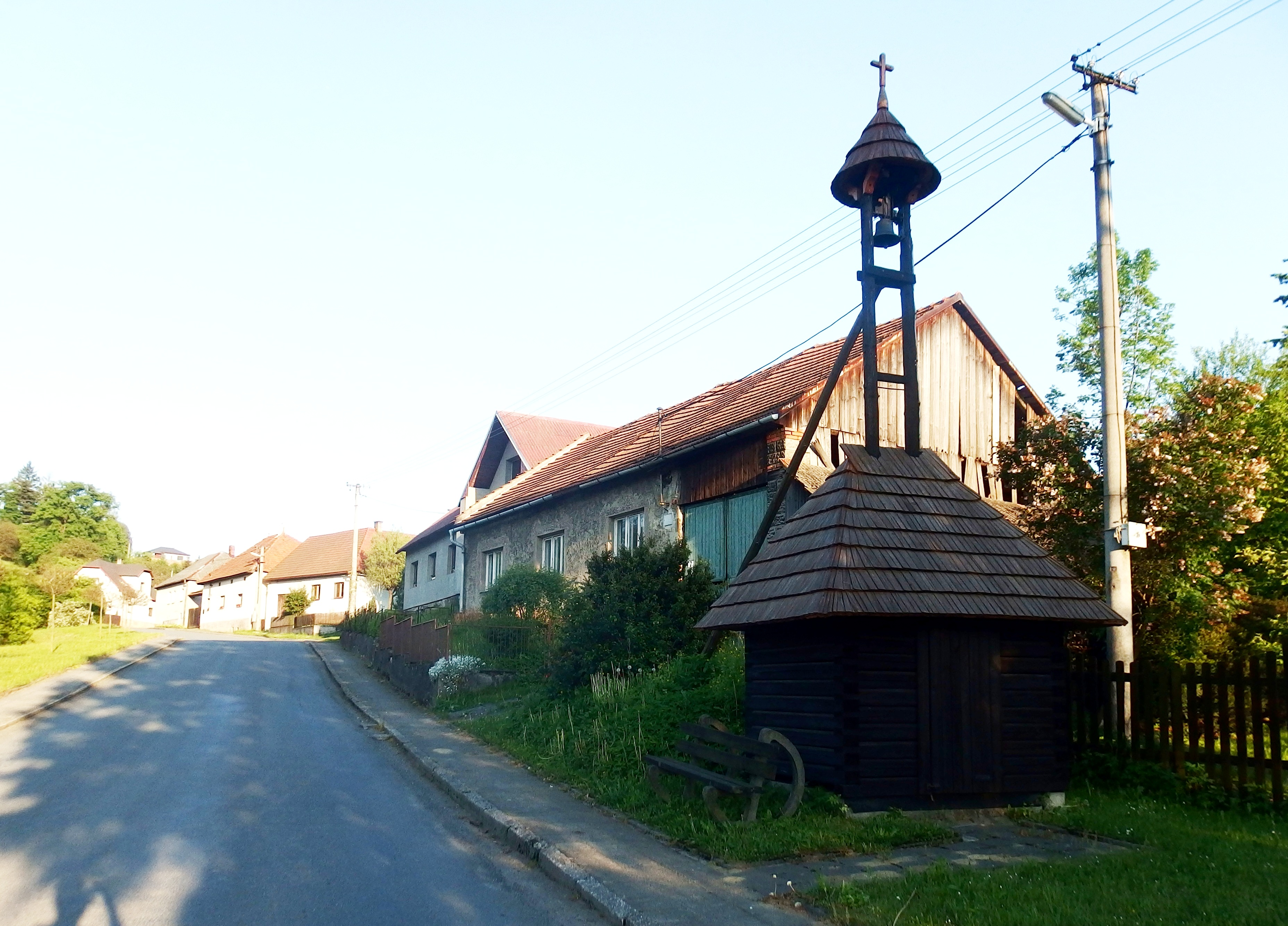
Zvonice
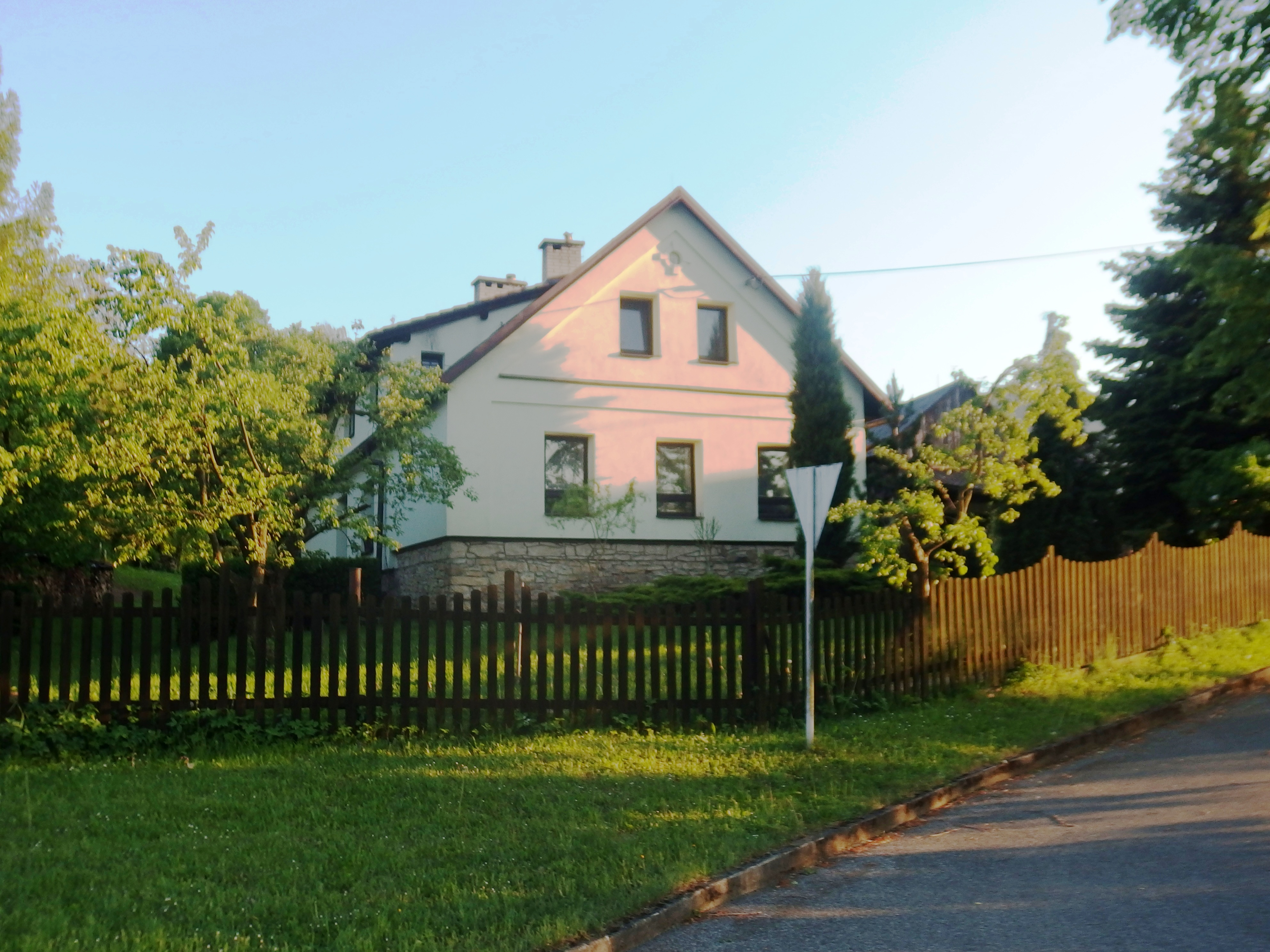
Stavení č.p.6
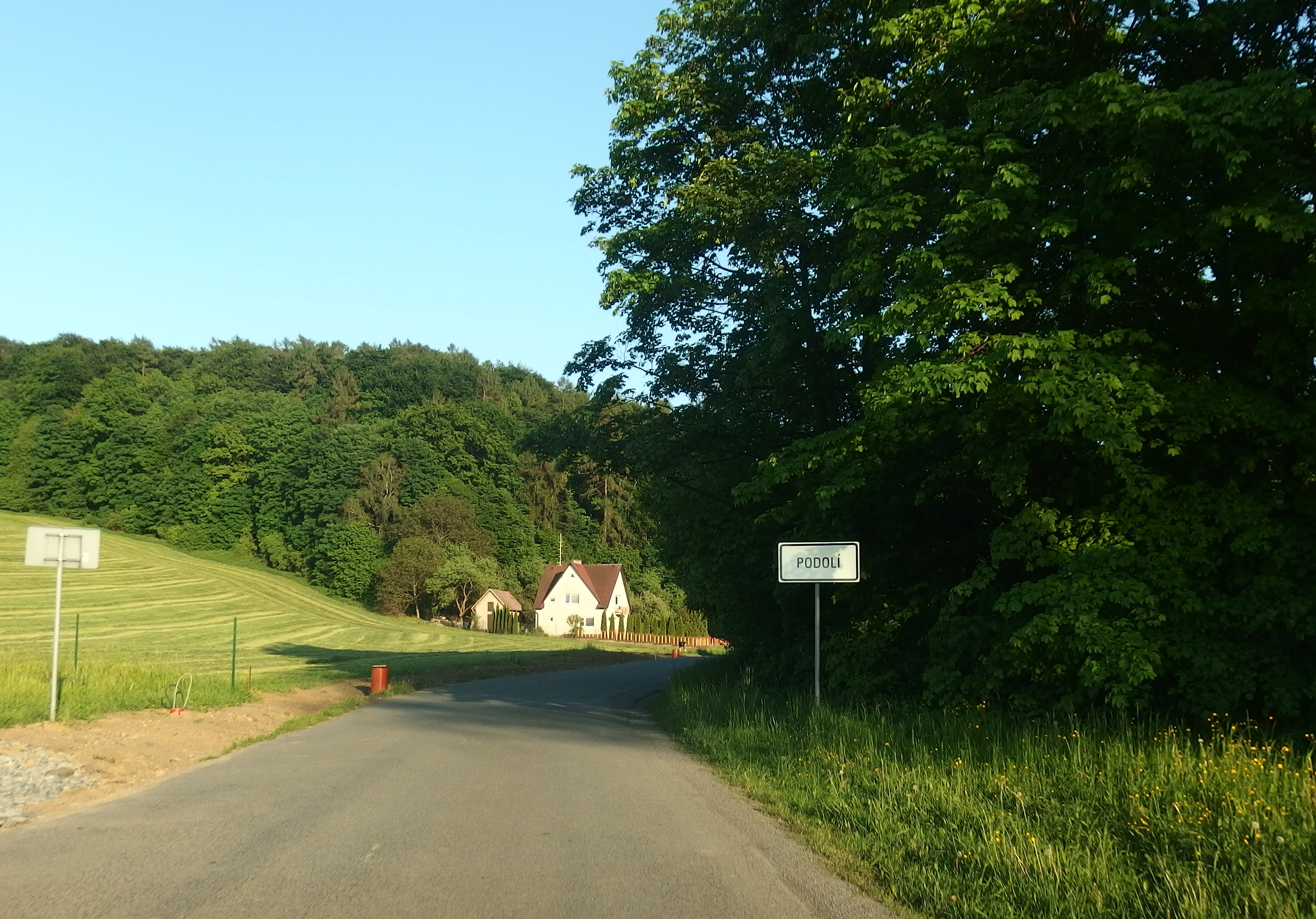
Začátek obce